# Facimiech (Barcice)
Facimiech – część wsi Barcice w Polsce,  położona w województwie małopolskim, w powiecie nowosądeckim, w gminie Stary Sącz.
W latach 1975–1998 Facimiech administracyjnie należał do województwa nowosądeckiego.
Należy do sołectwa Barcice.

## Położenie i opis
Facimiech położony jest na równinie, na prawym brzegu Popradu, około 2 km na południowy wschód od centrum Barcic. Na osiedle można dostać się zarówno od strony Barcic, jak i Rytra. Graniczy z innymi przysiółkami Barcic: z Szafarką od strony północnej, z Dominikowem poprzez rzekę Poprad od zachodu i Brzezowicą od południa. Od strony wschodniej sąsiaduje z wsią Wola Krogulecka.